# Taikinaissaari
Taikinaissaari är en ö i Finland. Den ligger i sjön Kellanvirta och i kommunen Konnevesi i den ekonomiska regionen  Äänekoski ekonomiska region  och landskapet Mellersta Finland, i den centrala delen av landet, 280 km norr om huvudstaden Helsingfors. Öns area är 0,8 hektar och dess största längd är 180 meter i nord-sydlig riktning.